# Jonas Tilly
Jonas Tilly, född den 29 juni 1984, är en svensk simmare med frisim som specialitet. Han deltog i det svenska lagkappslaget på 4 x 50 meter frisim vid EM i simning (kortbana) 2006, vilka slog världsrekord. I laget ingick även Marcus Piehl, Petter Stymne och Stefan Nystrand. År 2000 slog han till med en kanontid på 100 meter frisim vid svenska ungdomsmästerskapen (SUMSIM). Tiden, 50.21, är den bästa tiden som noterats av en 15-16-åring i SUMSIM:s historia. Tilly har studerat vid University of California och deltog i universitets simklubb mellan 2003 och 2006.